# لیورپول پاکت
لیورپول پاکت (به انگلیسی: Liverpool Packet) یک کشتی بود.